# Haxe
Haxe (读音为英语的 hex，音标形式为 /heks/) 是一种多用途的开源高级编程语言，在其官方网站上称其为 "universal language"。
它可以生成：
- Flash应用和游戏。
- 多平台web应用客户端。
- 基于Apache CGI的web应用。
- 多平台本地应用（Windows、Linux、Mac OS），通过不同的SDK支持，还可生成如iPhone和webOS在内的移动平台应用。

## 历史
2005年10月22日Haxe開始開發，首個alpha版本在11月14日發佈，至於首個beta版本在2006年2月4日發佈。同年4月17日發佈正式版本。

## 名字和读音
Haxe (读音为英语的 hex，音标形式为 /heks/)